# Liste des chanceliers de France
Liste chronologique des chanceliers de France, avec leurs dates de cancellariat (désigne la dignité ou de la charge dont est revêtu le chancelier), auquel s'ajoute, à partir du XIIIe siècle, le garde des Sceaux, qui sous l'autorité directe du roi, remplace le chancelier.     
L'office de chancelier de France est supprimé, par décret, le 27 novembre 1790.
En 1791, une loi dispose que les titres de Chancelier et de Garde des sceaux deviennent celui de Ministre de la justice, garde du sceau de l'État. 
Par ordonnance du roi Louis XVIII du 13 mai 1814, la fonction de chancelier de France est rétablie. Les fonctions du ministère de la Justice et celles de la chancellerie de France diffèrent. La présidence de la Chambre des pairs est la seule prérogative du chancelier. Celles-ci, avec la chancellerie, seront supprimées en 1830 et rétablies en 1837 pour Étienne-Denis Pasquier, dernier chancelier de France.

## Chanceliers des rois mérovingiens[4]

### Clovis
- Remi de Reims, dit Saint Remi

### Dagobert
- Éloi de Noyon, dit Saint Éloi

## Chanceliers des rois carolingiens[4]
- Badilon, 757-766
- Ithier, abbé de Saint-Martin de Tours, 766-776
- Radon, abbé de Saint-Vaast, vers 776-avant 797
- Erchambaud, avant 797-812
- Jeremias, 813 attesté
- Helisachar, abbé de Saint-Aubin d’Angers, 814-819
- Frédegis, abbé de Saint-Martin de Tours, 819-832
- Théoton, abbé de Marmoutier, 832-834
- Hugues, bâtard de Charlemagne, abbé de Saint-Bertin et de Saint-Quentin, 834-840 (Carolingiens)
- Louis, abbé de Saint-Denis, petit-fils de Charlemagne, 840-867 (Rorgonides)
- Gauzlin, abbé de Jumièges, puis abbé de Saint-Germain-des-Prés, demi-frère de Louis, 867-879 (Rorgonides)
- Wulfhard, abbé de Flavigny, 879-881 (Girardides)
- Gauzlin, abbé de Jumièges, puis abbé de Saint-Germain-des-Prés, 2e mandat, 883-884
- Liutward, évêque de Verceil, 885-887
- Liutbert, archevêque de Mayence, 887
- Ebles (lat. Ebalus), Abbé de Saint-Germain-des-Prés, fils du duc Ramnulf II de Poitiers, 888-891
- Anschéric, évêque de Paris, 892
- Augier (Adalgaire, Adalgarius), évêque d'Autun, 893
- Anschéric, archevêque de Paris, 2e mandat, 894-896
- Gautier, archevêque de Sens, 894-898
- Foulques le Vénérable, archevêque de Reims, 898-900
- Anschéric, évêque de Paris, 3e mandat, 900-910
- Hervé, archevêque de Reims, 910-919
- Radbod, archevêque de Trèves, 913 attesté en Lotharingie
- Rudgar, archevêque de Trèves, 916-923
- Abbon de Soissons, 922-931
- Ansegisel, évêque de Troyes, 931-936
- Artaud, archevêque de Reims, 937-940
- Héry, évêque de Langres, 940-942
- Hugues de Reims, archevêque de Reims, attesté en 943
- Géronce de Déols, archevêque de Bourges, 944-948
- Achard, évêque de Langres, attesté en 946
- Artaud, archevêque de Reims, 949-961
- Odelrich, archevêque de Reims, 961-969
- Adalbéron, archevêque de Reims, 969-989

## Capétiens directs

### Hugues Capet (juillet 987 - 24 octobre 996)
- 988 - 991 : Renaud de Vendôme, nommé le « 12 des calendes de juillet 988 » dans une charte du roi Hugues Capet pour l'abbaye de Saint-Maur-des-Fossés[5], puis évêque de Paris (de 992 jusqu'à sa mort le 6 janvier 1016†[6]).
- 991 - 998 : Gerbert d'Aurillac, archevêque de Reims, nommé[7] le 21 juin 991[8] jusqu'en avril 998[9]. Il devient pape sous le nom de Sylvestre II
- 995 - 1000 : Roger Ier de Blois, évêque de Beauvais, nommé en 995 dans un titre de l'abbaye de Bourgueil[10].

### Robert II (24 octobre 996 - 20 juillet 1031)
- 1003 - 1018 : Francon, évêque de Paris, nommé en 1003[11], 1005, 1006 et 1019[12], mort le 4 (ides) avril 1028
- 1018 : Arnoul, archevêque de Tours, est qualifié de premier chancelier un titre de l'abbaye de Lagny fait à Sens le 24 février 1018[10]
- 1017- 1031 : Baudouin, nommé sous Robert II en 1017

### HenriIer(20 juillet 1031-4 août 1059)
Henri Ier a nommé :
- 1031 - 1059 : Baudouin, nommé sous Robert II en 1017[11], et à partir de 1019, les diplômes sont expédiés en son nom, des abbayes de Saint-Bégnine de Dijon, Saint-Waast d'Arras, de Colombes, de Saint-Denis, de Saint-Nicolas d'Angers, de Saint-Germain-des-Près, de Tournus et de Saint-Maur, jusqu'à sa mort en 1059†[13]

### PhilippeIer(4 août 1060-29 juillet 1108)
- 1060 - 1060 : Gervais de Belleme, né en 1004, évêque du Mans pendant 20 ans, puis archevêque de Reims en 1055, et en 1059 il sacre Philippe Ier âgé de 7 ans, et demande instance auprès de son père Henri Ier pour obtenir la charge de chancelier, qui avait été donné à perpétuité à plusieurs de ses prédécesseurs archevêque de Reims. Elle lui est accordée sous Philippe Ier par le comte de Flandres, après la mort de Henri Ier, soit en 1060[14].
- 1060 - 1067 : Baudouin, re-nommé dans quelques titres en 1065[14], au moins jusqu'au 7 août 1067[15],[16]
- 1067 - 1072 : Pierre, surnommé de Loiselèves, natif de la Pouille au royaume de Naples, chancelier en 1067 et abbé de Saint-Germain-des-Prés en 1078, mort en 1082[5]
- 1073 - 1075 : Guillaume, en 1073 par un titre de l'abbaye de Saint-Denis, jusqu'en 1075[15]
- 1074 - 1080 : Roger II, devient évêque de Beauvais. Il est cité dans un titre de 1074[14], jusqu'en 1080[17]
- 1072 - 1094 : Godefroy de Boulogne, cité en 1074, 1081 et 1087[14], et dès 1072 (diplôme daté), et devient archichancelier à partir de 1085[16].
- 1094 - 1105 : Gilbert[16]
- 1106 - 1108[16] : Étienne de Senlis
- 1106 - 1108 : Étienne de Garlande[18].

### Louis VI (29 juillet 1108-1eraoût 1137)
- 1108 - 1127 : Étienne de Garlande[18], nommé sous Philippe Ier
- 1128 - 1132 : Simon de Chécy[18]
- 1132 - 1137 : Étienne de Garlande[18]

Algrin : chanoine d'Étampes, secrétaire du roi (1128), chancelier de Notre-Dame de Paris (1124-1152), chapelain de Louis VII, inhumé dans l'abbaye de Pontivy vers 1139†. Il n'y a pas de diplôme de Louis VI signé par Algrin en qualité de chancelier de France.

### Louis VII (1eraoût 1137-18 septembre 1180)
Louis VII nomme :
- 1137 - 1139 : Algrin[22], devient chef de la chancellerie royale[23],[13]
- 1140 : Noël, abbé de Rebais en Brie[13]
- 1140 - 1147 : Cadurc[18], favori et chapelain du roi (Mort en 1198†)[13]
- 1147 - 1149 : Barthélemy, souscrit un titre au camp de Verdun-sur-Meuse en 1147[13]
- 1150 - 1153 : Simon, neveu de Suger[24], chancelier en 1150, 1152 et 1153[13]
- 1151 - 1172 : Hugues de Champfleury, évêque de Soissons, fait figure de premier ministre[25],[26], célèbre pour sa longue disgrâce, signe des chartes dès 1151 (mort le 4 septembre 1175†[27])

Vacance de la chancellerie pendant 7 ans non continus, dès 1172, et en 1179 est apposé au bas des actes : «Datum... vacante Cancellariâ».

### Philippe Auguste (18 septembre 1180-14 juillet 1223)
Philippe Auguste nomme :

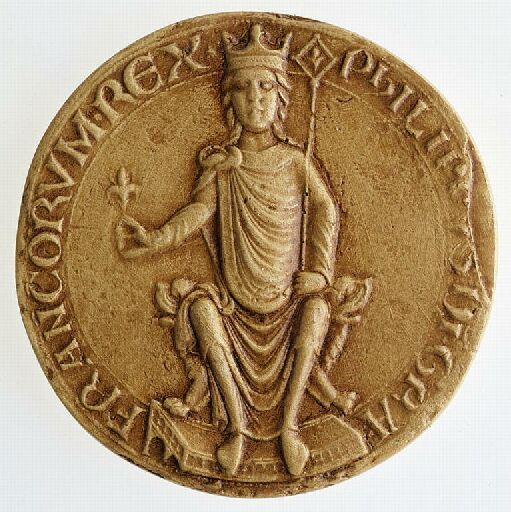
Sceau de
Philippe Auguste

- 1180 - 1185 : Hugues du Puiset[18]  (mort en 1185†)[13], (fils de Hugues du Puiset (évêque de Durham), lui-même fils supposé de Hugues III du Puiset), nommé sous Louis VII
- 1186 - : Hugues de Béthisy, chanoine de la collégiale de Saint-Quentin, nommé dans un acte signé à Fontainebleau pour la fondation de deux canonicats dans le prieuré de Béthisy, fondé en 1060 par son arrière-grand-père Richard, châtelain de Béthisy[29]
- Vacance de la chancellerie jusqu'en 1223[28]
  - 1201 à 1209 : Frère Guérin, moine-soldat, devient garde des sceaux en signant des actes pendant la vacance de la chancellerie : Data, vacante Cancellaria, per manum Fratris Guerini. Il est élu évêque de Senlis en 1213.

### Louis VIII (14 juillet 1223-8 novembre 1226)

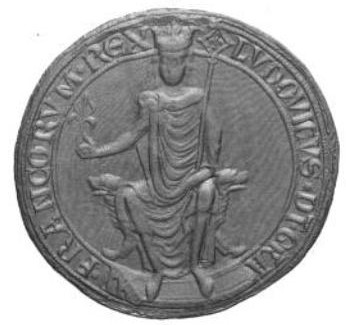
Sceau de
Louis VIII

- 1223 - 1227 : Guérin, garde des sceaux sous Philippe Auguste[28], il est nommé chancelier par Louis VIII en 1223[18].

### Saint Louis (8 novembre 1226-25 août 1270)

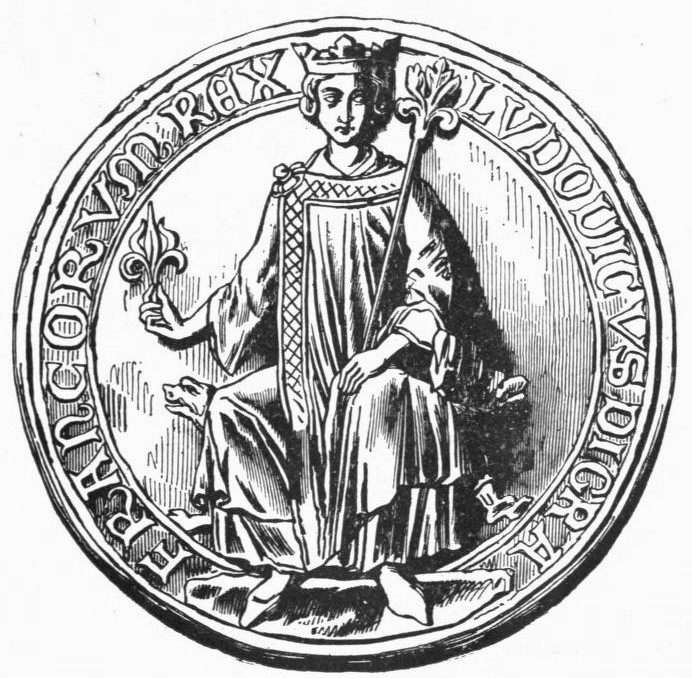
Sceau de
Saint Louis

Vacance de la chancellerie jusqu'à l'arrivée des Valois, avec Guillaume de Sainte-Maure en 1329 ; demeure le garde des sceaux auquel on donne souvent le titre de chancelier, quand il ne se le donne pas lui-même. C'est paradoxalement à cette époque d'absence de la fonction que la chancellerie se développe et s'organise véritablement.
Les gardes des sceaux dits chanceliers sous Saint Louis :
- 1227 - 1231 : Philippe d'Antogny
- 1231 - 1236 : Aubry Cornu (?)
- 1236 - 1244 : Jean de La Cour d'Aubergenville, futur évêque d'Évreux (1244-1256)
- 1244 - 1249 : Nicolas Le Chien (?)
- 1248 - 1253 : Gilles de Saumur, archevêque de Damiette puis de Tyr
- 1251 - 1252 : Nicolas Lercari, archevêque de Tyr[réf. nécessaire]
- 1252 - 1259 : Raoul de Grosparmy, futur évêque d'Évreux (1259-1263) et cardinal d'Albano
- avant 1260 : Guy Foulques, ensuite pape Clément IV
- 1259 - 1261 : Simon de Brion, puis devient cardinal, et le pape Martin IV
- 1262 - 1270 : Philippe de Cahors, prieur de Saint-Frambaud de Senlis, futur évêque d'Évreux
- 1270 : Guillaume de Rampillon, archidiacre de Paris
- 1270 : Guillaume de Chartres, dominicain

### Philippe le Hardi (25 août 1270-5 octobre 1285)

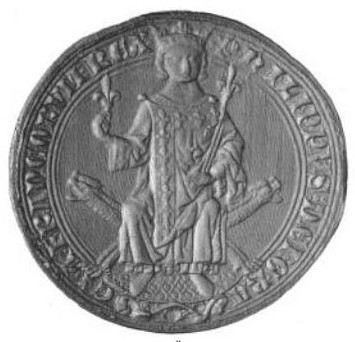
Sceau de
Philippe le Hardi

Les gardes des sceaux dits chanceliers sous Philippe le Hardi :
- 1271 - 1273 : Pierre Barbette
- 1273 - 1282 : Henri de Vézélay
- 1282 - 1290 : Pierre Chalon

### Philippe le Bel (5 octobre 1285-29 novembre 1314)
Les gardes des sceaux dits chanceliers sous Philippe le Bel :
- 1291 - 1292 : Jean de Vassoigne
- 1293 - 1296 : Guillaume de Crépy[30]
- 1296 - 1297 : Thibaud de Pouancé, évêque de Dol
- 1298 - 1302 : Pierre Flote
- 1302 - 1304 : Étienne de Suizy
- 1304 - 1306 : Pierre de Mornay, évêque d'Auxerre
- 1306 : Pierre de Grez
- 1306 - 1307 : Pierre de Belleperche, évêque d'Auxerre
- 1307 - 1310 : Guillaume de Nogaret, chevalier
- 1310 - 1311 : Gilles Aycelin de Montaigu, archevêque de Narbonne
- 1311 - 1313 : Guillaume de Nogaret
- 1313 - 1314 : Pierre de Latilly, évêque de Châlons

### Louis X (29 novembre 1314-5 juin 1316)

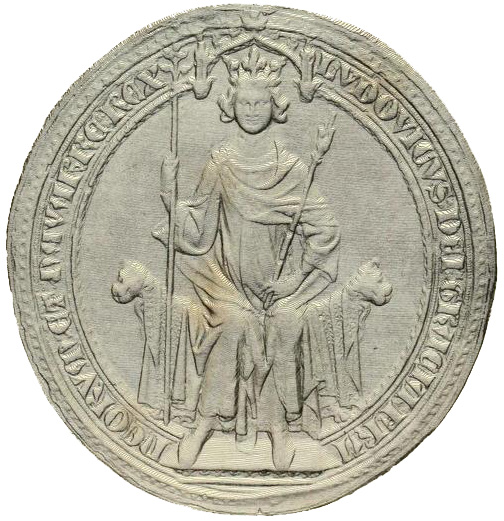
Sceau de
Louis X

Les gardes des sceaux dits chanceliers sous Louis X :
- 1314 - 1316 : Étienne de Mornay

### Philippe V (19 novembre 1316-3 janvier 1322)
Les gardes des sceaux dits chanceliers sous Philippe V :
- 1316 : Pierre d'Arrablay[31]
- 1317 - 1321 : Pierre de Chappes[25]
- 1321 - 1321 : Jean de Cherchemont, obtient les sceaux fin janvier-début février[25]

### Charles IV (3 janvier 1322-1erfévrier 1328)
Les gardes des sceaux dits chanceliers sous Charles IV :
- 1322 - 1323 : Pierre Rodier[25]
- 1323 - 1328 : Jean de Cherchemont[25]

## Chanceliers des Valois de Philippe VI à Charles VI (1328-1420)

### Philippe VI (1erfévrier 1328-22 août 1350)

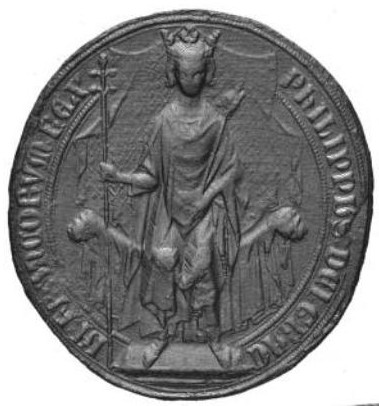
Sceau de
Philippe VI

Les gardes des sceaux dits chanceliers sous Philippe VI :
- 1328 - 1329 : Macé Ferrand, nommé le 1er novembre 1328, il se démet ou a été démis le 20 avril 1329[25])
- 1329 : Jean de Marigny, évêque de Beauvais, tient les sceaux deux mois et les donne à Sainte-Maure le 1er juillet 1329[25]

Fin de la vacance de la chancellerie.
- 1329 - 1335 : Guillaume de Sainte-Maure du samedi 1er juillet 1329 jusqu'au 24 janvier 1335[25]

[Note : Il est peu probable que Pierre Roger, futur pape sous le nom de Clément VI, ait été garde des sceaux ou chancelier entre Sainte-Maure et Baudet]
- 1335 - 1338 : Guy Baudet, évêque de Langres, archidiacre de Reims, tenait déjà les sceaux au 3 mars 1335[25]
- 1338 - 1339 : Étienne de Vissac[25]
- 1339 - 1347 : Guillaume Flote[25]
- 1347 - 1349 : Firmin de Coquerel, nommé le 6 janvier 1347 jusqu'à sa mort en 1349. Il est évêque de Noyon en 1348[33]
- 1349 - 1361 : Pierre de La Forest, nommé le 13 juillet 1349[34], destituté le 3 mars 1356[35]et rétablit le 28 mai 1359 jusqu'à sa mort le 25 juin 1361[36]

### Jean II (22 août 1350 - 8 avril 1364)
- 1357 - 1361 : Gilles Aycelin de Montaigut, évêque de Thérouanne, nommé chancelier par Jean II[37]
  - 1356 à 1358 : Foulque Bardoul, évêque d'Avranches exerce la fonction à Paris[37]. Garde du sceau du Châtelet (petit sceau), pendant la destitution de Pierre de La Forest[36], du 3 mars 1356 au 18 mars 1357[35]
- 1357 - 1371 : Jean de Dormans, nommé le 18 mars 1357[35] jusqu'à sa démission en 1371[12]

### Charles V (8 avril 1364 - 16 septembre 1380)

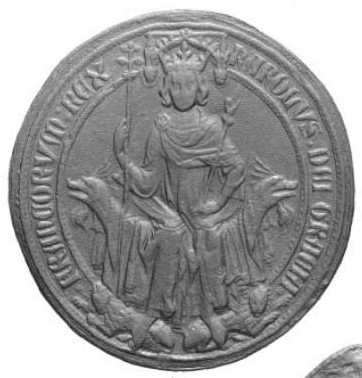
Sceau de
Charles V

- 1371 - 1373 : Guillaume de Dormans, nommé par Charles V, premier chancelier à prêter serment[25]
- 1373 - 1373 : Jean de Dormans, jusqu'au 7 novembre 1373†[12]
- 1373 - 1380 : Pierre d'Orgemont, le 20 novembre 1373 jusqu'à sa démission le 1er octobre 1380.

### Charles VI (16 septembre 1380 - 21 octobre 1422)

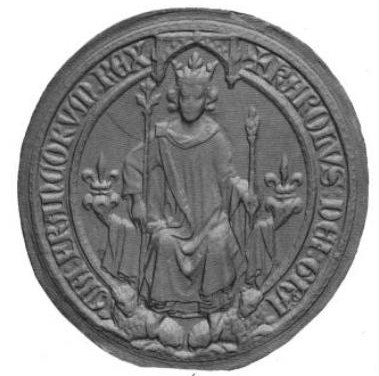
Sceau de
Charles VI

- 1380 - 1383 : Miles de Dormans, évêque de Beauvais, nommé par Charles VI le 1er octobre 1380 jusqu'à sa démission en 1383
- 1383 - 1388 : Pierre de Giac († 1407), chambellan du roi Charles V, puis chancelier du Duc de Berry Jean, est nommé le 19 juillet 1383[12] jusqu'en décembre 1388
- 1388 - 1398 : Arnaud de Corbie, en décembre 1388, destitué en 1398[12]
- 1398 - 1400 : Nicolas du Bosc, évêque de Bayeux, le 12 novembre 1398 et, âgé, est déchargé en 1400
- 1400 - 1405 : Arnaud de Corbie, rétabli en 1400 jusqu'en novembre 1405[12]
- 1405 - 1409 : Jean de Montagu, archevêque de Sens, en novembre 1405 et destitué en 1409[12]
- 1409 - 1412 : Arnaud de Corbie, rétabli le 17 juin 1409 et déchargé en avril 1412, à cause de son grand âge.
- 1413 - 1413 : Eustache de Lattre, le 14 juin 1413 et destitué le 8 août 1413[12]
- 1413 - 1418 : Henri de Marle, du 8 août 1413 au 12 juin 1418†.
- 1418 - 1420 : Eustache de Lattre, rétabli jusqu'à sa mort le 14 juin 1420†.

## Chanceliers de France au service des rois d'Angleterre (1420-1449)
En vertu du traité de Troyes (1420), les lettres expédiées de la chancellerie portent au bas : « Par le Roi, à la relation du Roi d'Angleterre, héritier et Régent en France ». Après la mort de Henri V (juin 1422) et de Charles VI (octobre 1422), les lettres sont envoyées pendant quelque temps au nom des : « Chanceliers et Gens du Conseil ».
- 1420 - 1425 : Jean le Clerc (mort le 14 août 1438), élu par la faction du duc de Bourgogne et du roi d'Angleterre[28], du 16 novembre 1420 au 6 février 1425[12], date à laquelle il est destitué par Jean de Lancastre, régent au nom de Henri VI (né en 1421)[28].
- 1425 - 1435 : Louis de Luxembourg, évêque de Thérouanne, de la faction des Bourguignons, du 7 février 1425 à 1435[12]
- 1435 - 1449 : Thomas Hoo (en), chevalier anglais, du 1er octobre 1435 au 1er octobre 1449, date à laquelle il est nommé gouverneur de Mantes[12].

## Chanceliers des Valois de Charles VII à Henri III (1422-1589)

### Charles VII (21 octobre 1422 - 22 juillet 1461)

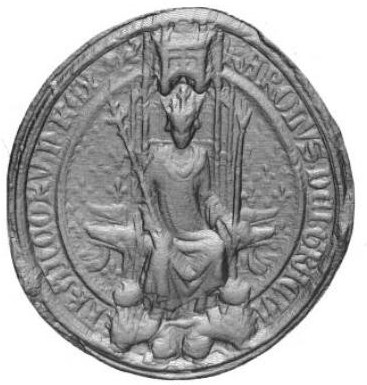
Sceau de
Charles VII

- 1418 - 1421 : Robert Le Maçon, nommé par le Dauphin et lieutenant-général du royaume Charles VII[28], le 30 octobre 1418 jusqu'en 1421[35].
- 1421 - 1424 : Martin Gouges, évêque de Clermont, nommé en 1421[35].
- 1424 - 1424 : Renault de Chartres, nommé par le Dauphin[28], du 28 mars 1424 au 6 août 1424[12]. Puis redonne l'office à Martin Gouges.
- 1424 - 1428 : Martin Gouges. Celui-ci rend l'office, en témoignage de sa satisfaction, à l'archevêque de Reims Renault de Chartres, pour avoir sacré Charles VII[28].
- 1428 - 1445 : Renault de Chartres, rétabli le 8 novembre 1428[12] jusqu'à sa mort le 4 avril 1444†, à Tours.

Vacance de la chancellerie jusqu'au 16 juin 1445.
- 1445 - 1461 : Guillaume Jouvenel des Ursins, nommé le 16 juin 1445, destitué par Louis XI en 1461[28]

### Louis XI (22 juillet 1461-30 août 1483)
- 1461 - 1465 : Pierre de Morvilliers, nommé sous Louis XI par lettres-patentes du 13 septembre 1461, jusqu'à sa démission en 1465[28]
- 1465 - 1472 : Guillaume Jouvenel des Ursins, rétabli le 9 novembre 1465 jusqu'à sa mort, le 23 juin 1472†[38]
- 1472 - 1483 : Pierre Doriole, le 26 juin 1472 jusqu'à sa destitution en mai 1483. 
  - 1479 à 1483 : Adam Fumée, garde des sceaux pendant la destitution du chancelier Pierre Doriole.
- 1483 - 1492 : Guillaume de Rochefort, nommé le 12 mai 1483, jusqu'au 12 août 1492†[28]

### Charles VIII (30 août 1483-7 avril 1498)
- Suite du cancellariat de Guillaume de Rochefort, jusqu'à sa mort.
  - 1492 à 1494 : Adam Fumée, garde des sceaux le 12 août 1492, jusqu'en novembre 1494†[12]

Sous Charles VIII, vacance de la chancellerie du 12 août 1492 au 30 août 1495
- 1495 - 1497 : Robert Briçonnet, nommé le 30 août 1495[39] (déjà chargé de la garde des sceaux de France au 14 mars 1495) jusqu'à sa mort le 3 juin 1497†[28]
- 1497 - 1507 : Guy de Rochefort, nommé le 9 juillet 1497[40] jusqu'au 15 janvier 1507†

### Louis XII (7 avril 1498-1erjanvier 1515)

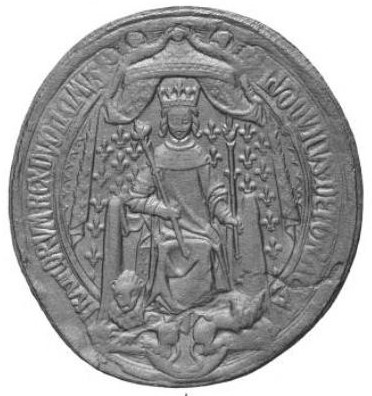
Sceau de
Louis XII

Chanceliers et garde des sceaux nommés par Louis XII :
- Suite du cancellariat de Guy de Rochefort, jusqu'à sa mort.
- 1507 - 1512 : Jean de Ganay, le 31 janvier 1507[39] , jusqu'en mai 1512†[12]
  - 1512 à 1514 : Étienne Poncher, garde des sceaux en juin 1512 jusqu'à sa destitution le 12 janvier 1514

### FrançoisIer(1erjanvier 1515-31 mars 1547)
- 1515 - 1535 : Antoine Du Prat, nommé par François Ier le 7 janvier 1515, développa ce poste durant plus de 20 années sans interruption, jusqu'à sa mort le 9 juillet 1535†[12].
- 1535 - 1538 : Antoine du Bourg, nommé le 16 juillet 1535[41] jusqu'en septembre 1538†[12]
  - 1538 à 1538 : Mathieu de Longuejoue, garde des sceaux à la mort d'Antoine du Bourg en septembre 1538 jusqu'au 12 novembre 1538[12]
- 1538 - 1545 : Guillaume Poyet, le 12 novembre 1538[41] jusqu'à sa destitution le 23 avril 1545[12]
  - 1542 à 1543 : François de Montholon, garde des sceaux du 9 août 1542 au 15 juin 1543†[42]
  - 1543 à 1544 : François Errault, garde des sceaux le 12 juin 1543 et destitué en 1544.
  - 1544 à 1545 : Mathieu de Longuejoue, garde des sceaux à la mort de François Errault[41] en septembre 1544 jusqu'en 1545[12]
- 1545 - 1560 : François Olivier, nommé le 28 avril 1545 jusqu'au 30 mars 1560†[2] (garde des sceaux jusqu'à sa décharge, en gardant le titre et les honneurs du chancelier, le 2 janvier 1551. François II lui rend les sceaux, à la mort d'Henri II le 10 juillet 1559 jusqu'au 2 janvier 1560)[42].

### Henri II (31 mars 1547-10 juillet 1559)
Henri II créé, en avril 1551, un Office de Garde des Sceaux de France qui a les mêmes pouvoirs et honneurs que le chancelier de France. Celui-ci, à sa mort ou en cas d'incapacité, sera remplacé par le garde des sceaux de France en exercice, qui deviendra, et portera le titre, de chancelier de France
- Cancellariat de François Olivier :
  - 1551 à 1559 : Jean de Bertrand, garde des sceaux de France du 22 mai 1551 au 10 juillet 1559[2]

### François II (10 juillet 1559-5 décembre 1560)
- Cancellariat de François Olivier sous François II :
  - 1560 à 1560 : Jean de Morvillier, garde des sceaux de France de fin avril 1560 au 2 juin 1560[2]
- 1560 - 1573 : Michel de l'Hospital, nommé sur recommandation du duc de Lorraine le 30 juin 1560[10] jusqu'au 13 mars 1573† (garde des sceaux de France, ôtés dès mai 1568, et le 6 février 1573 obtient ses lettres de décharge.

### Charles IX (5 décembre 1560-30 mai 1574)
- Cancellariat de Michel de l'Hospital :
  - 1568 à 1571 : Jean de Morvillier, garde des sceaux de France de mi-1568 à mars 1571[2]
- 1573 - 1583 : René de Birague, nommé sous Charles IX, du 17 mars 1573 jusqu'au 24 novembre 1583†, (garde des sceaux de France du 22 mars 1571 puis du 30 avril 1573 jusqu'au 26 septembre 1578, étant devenu cardinal, il obtient ses lettres de décharge, comme ses deux prédécesseurs, de l'exercice de la chancellerie, avec conservation du titre, des droits et des honneurs de chancelier)[28])[2]

### Henri III (30 mai 1574-2 août 1589)
- Cancellariat de René de Birague sous Henri III :
  - 1578 à 1578 : Philippe Hurault de Cheverny, garde des sceaux le 26 septembre 1578[2]
- 1583 - 1599 : Philippe Hurault de Cheverny, nommé à la mort de Birague, le 24 novembre 1583 jusqu'au 29 juillet 1599†[2]. Les sceaux lui sont retirés pendant les troubles de la Ligue en 1588, puis lui sont rendus par Henri IV en 1590[13].
  - 1588 à 1589 : François II de Montholon, garde des sceaux de France du 6 septembre 1588 au 2 août 1589[2]

## Bourbons

### Henri IV (2 août 1589-14 mai 1610)
- Cancellariat de Philippe Hurault de Cheverny :
  - 1589 à 1589 : Charles de Bourbon, cardinal de Vendôme, garde des sceaux de France par commission verbale d'août à décembre 1589[2].
  - 1590 à 1599 : Philippe Hurault de Cheverny, Henri IV lui rend les sceaux[13]
- 1599 - 1607 : Pomponne de Bellièvre, le 2 août 1599 jusqu'au 9 septembre 1607†[12] (garde des sceaux de France jusqu'en octobre 1605[44] )
- 1607 - 1624 : Nicolas Brûlart de Sillery, nommé le 10 septembre 1607 jusqu'au 1er octobre 1624†[2] (garde des sceaux de France coadjuteur dès décembre 1604[44], puis ne récupère les sceaux que le 23 janvier 1623)

### Louis XIII (14 mai 1610-14 mai 1643)
- Cancellariat de Nicolas Brûlart de Sillery :
  - 1616 à 1616 : Guillaume du Vair garde des sceaux de France du 16 mai 1616 jusqu'à sa démission volontaire le  25 novembre 1616[2]
  - 1616 à 1617 : Claude Mangot, garde des sceaux de France, du 25 novembre 1616 jusqu'au 24 avril 1617[2]
  - 1617 à 1621 : Guillaume du Vair, garde des sceaux de France, du 25 avril 1617 jusqu'au 3 août 1621†[2]
  - 1621 à 1621 : Charles d'Albert, duc de Luynes, nommé à la garde des sceaux de France (sans lettres de provisions, dans l'attente du choix définitif du roi) du 3 août 1621 au 15 décembre 1621†[2]
  - Louis XIII tient les sceaux du 15 décembre au 24 décembre 1621[35].
  - 1621 à 1622 : Méry de Vic (ou Merry de Vic), garde des sceaux de France, du 24 décembre 1621 au 2 septembre 1622†[2]
  - 1622 à 1623 : Louis Lefèvre de Caumartin, garde des sceaux de France, du 23 septembre 1622 au 21 janvier 1623†[2]
- 1624 - 1635 : Étienne Ier d'Aligre, le 3 octobre 1624 au 11 décembre 1635† (garde des sceaux de France du 6 janvier 1624 au 1er juin 1626)[2]
  - 1626 à 1630 : Michel de Marillac, garde des sceaux de France du 1er juin 1626 au 12 novembre 1630[2]
  - 1630 à 1633 : Charles de L'Aubespine, garde des sceaux de France du 14 novembre 1630 au 25 février 1633[2]
- 1635 - 1672 : Pierre Séguier, nommé du 19 décembre 1635 au 28 janvier 1672†[2] (garde des sceaux de France le 28 février 1633)

### Louis XIV (14 mai 1643-1erseptembre 1715)
- Cancellariat de Pierre Séguier :
  - 1650 à 1651 : Charles de L'Aubespine, garde des sceaux de France du 2 mars 1650 au 3 avril 1651[2]
  - 1651 à 1656 : Mathieu Molé, garde des sceaux de France du 3 avril 1651 au 13 avril 1651, et du 8 septembre 1651 au 3 janvier 1656†[2]
  - Louis XIV, après la mort du chancelier Séguier, tient les sceaux une fois par semaine en présence de six conseillers d'État et de six maîtres des Requêtes[45], du 6 février 1672 au 27 avril 1672[12]

Vacance de la chancellerie 1672-1674
- 1674 - 1677 : Étienne II d'Aligre, du 10 janvier 1674 au 25 octobre 1677† (garde des sceaux de France du 23 avril 1672 au 25 octobre 1677†)[2]
- 1677 - 1685 : Michel Le Tellier, du 27 octobre 1677 jusqu'au 30 octobre 1685†[12]
- 1685 - 1699 : Louis Boucherat, du 1er novembre 1685 au 2 septembre 1699†[12]
- 1699 - 1714 : Louis Phélypeaux, du 5 septembre 1699 au 2 juillet 1714 par abdication.

### Louis XV (1erseptembre 1715-10 mai 1774)
- 1714 - 1717 : Daniel Voysin de La Noiraye, nommé chancelier sous le règne de Louis XIV, du 2 juillet 1714 au 1er février 1717, date de sa mort[12]
- 1717 - 1750 : Henri François d'Aguesseau, du 2 février 1717 au 27 novembre 1750 (garde des sceaux de France jusqu'en 1718, puis du 8 juin 1720 au 28 février 1722 et du 20 février 1737 au 27 novembre 1750)[12]
  - 1718 à 1720 : Marc-René de Voyer de Paulmy d'Argenson, garde des sceaux du 28 janvier 1718 jusqu'à sa démission le 7 juin 1720[2]
  - 1722 à 1727 : Joseph Fleuriau d'Armenonville, garde des sceaux du 28 février 1722 jusqu'à sa démission le 17 août 1727[2]
  - 1727 à 1737 : Germain Louis Chauvelin, garde des sceaux du 17 août 1727 au 20 février 1737[12]
- 1750 - 1768 : Guillaume de Lamoignon de Blancmesnil, du 9 décembre 1750 jusqu'à sa démission[12] le 14 septembre 1768
  - 1750 à 1757 : Jean-Baptiste de Machault d'Arnouville, garde des sceaux du 10 décembre 1750 au 1er février 1757[2]
  - Le roi Louis XV tient les sceaux du 14 mars 1757 au 15 octobre 1761[12]
  - 1761 à 1762 : Nicolas René Berryer, garde des sceaux du 15 octobre 1761 au 15 août 1762, date de sa mort[2]
  - 1762 à 1763 : Paul Esprit Feydeau de Brou, garde des sceaux du 27 septembre 1762 au 4 octobre 1763
  - 1763 à 1768 : René Charles de Maupeou, qui reçoit la garde des sceaux le 9 octobre 1763 avec le titre de vice-chancelier[12]
- 1768 : René Charles de Maupeou, nommé le 15 septembre 1768, mais qui se démet le lendemain[46]
- 1768 - 1774 : René Nicolas de Maupeou, chancelier du 16 septembre 1768 à 1790 et garde des sceaux du 18 septembre 1768[46] au 24 août 1774.

### Louis XVI (10 mai 1774--10 août 1792)
- Cancellariat de René Nicolas de Maupeou sous Louis XVI :
  - 1774 à 1787 : Armand Thomas Hue de Miromesnil, garde des sceaux de France le 24 août 1774 jusqu'à sa retraite le 8 avril 1787
  - 1787 à 1788 : Chrétien François de Lamoignon de Bâville, garde des sceaux de France le 13 avril 1787 et disgracié le 19 septembre 1788
  - 1788 à 1789 : Charles Louis François de Paule de Barentin, garde des sceaux de France le 19 septembre 1788[46] et démissionne le 15 juillet 1789 ou 3 août 1789
  - 1789 à 1790 : Jérôme Champion de Cicé, garde des sceaux de France le 3 août 1789, et démissionne le 21 novembre 1790[46]
  - 1790 à 1790 : Marguerite-Louis-François Duport-Dutertre, garde des sceaux de France le 21 novembre 1790[47].

## Première République, Directoire, Consulat
Le titre de chancelier est remplacé par celui de "ministre de la Justice, garde du Sceau de l'État".

## Premier Empire
Le titre d'archichancelier de l'Empire est créé par Napoléon Ier pour Cambacérès. Selon l'article 40 de la Constitution de l'an XII (18 mai 1804) : « L'archichancelier de l'Empire fait les fonctions de chancelier pour la promulgation des senatus-consulte organiques et des lois. Il fait également celles de chancelier du palais impérial. Il est présent au travail annuel dans lequel le grand juge ministre de la Justice rend compte à l'Empereur des abus qui peuvent s'être introduit dans l'administration de la justice, soit civile, soit criminelle. Il préside la haute cour impériale. Il préside les sections réunies du Conseil d'État et du Tribunat, conformément à l'article 95, titre XI. »
Le titre d'archichancelier d'État est créé pour Eugène de Beauharnais. L'article 41 de la Constitution de l'an XII précise : « L'archichancelier d'Etat fait les fonctions de chancelier pour la promulgation des traités de paix et d'alliance et pour les déclarations de guerre. »

## Restauration et Monarchie de Juillet

### Louis XVIII (6 avril 1814-20 mars 1815 / 8 juillet 1815-16 septembre 1824)

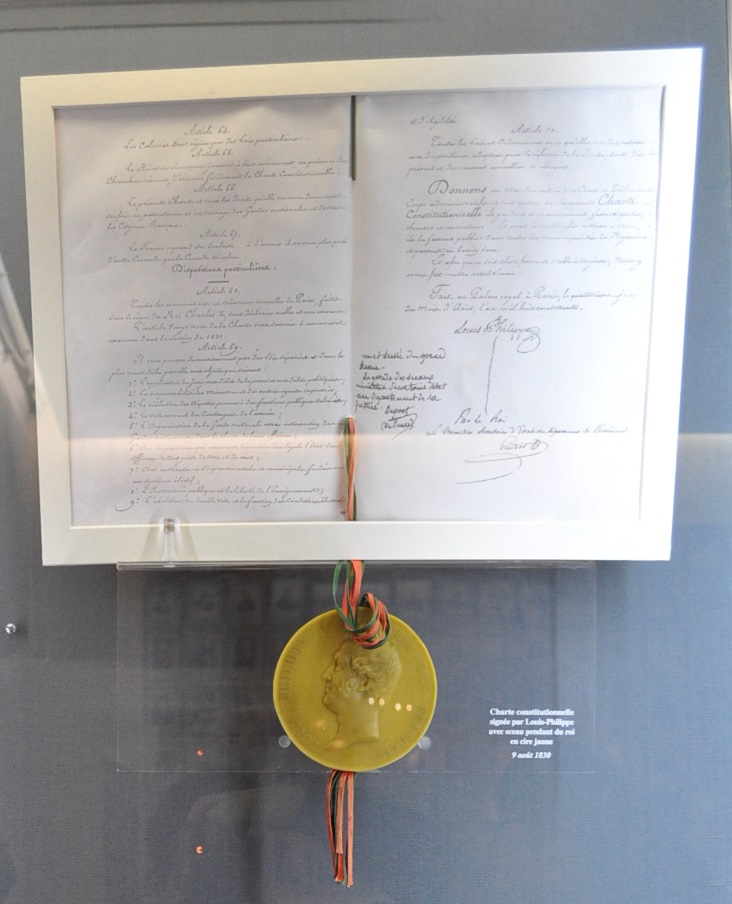
Charte constitutionnelle signée par Louis-Philippe, avec sceau pendant.

Le règne de Louis XVIII est de fait interrompu par le retour de Napoléon de l'île d'Elbe, début de la période des Cent-Jours, qui se termine avec la bataille de Waterloo.
Par ordonnance du roi Louis XVIII du 13 mai 1814, la fonction de chancelier de France est rétablie :
- 1814 - 1819 : Charles Louis François de Paule de Barentin, à qui le roi décerne le titre et les honneurs de la charge de chancelier de France[48]
- 1814 - 1829 : Charles Henri Dambray, nommé par le roi chancelier de France[48] et président de la Chambre des pairs et du Conseil d'État (fonctions alors attachées à celle du chancelier)[47], jusqu'à sa mort le 13 décembre 1829. Il est également garde des sceaux de 1814 à 1815 et de 1816 à 1817.

Sous le second règne de Louis XVIII (du 8 juillet 1815 au 16 septembre 1824), les fonctions du ministère de la Justice et de la chancellerie de France diffèrent. Les présidences de la Chambre des pairs et du Conseil d'État sont des prérogatives du chancelier. Celles-ci, avec la chancellerie, seront supprimées en 1830, après les Trois Glorieuses et la révolution de Juillet.

### Charles X (16 septembre 1824-2 août 1830)
- 1829 - 1830 : Emmanuel de Pastoret, du 17 décembre 1829 à la Révolution de juillet 1830[49]. Il est également ministre d'État et membre du conseil privé, président de la Chambre des pairs et du Conseil d'État.

### Louis-Philippe (9 août 1830-24 février 1848)
- 1837 - 1862 : Étienne-Denis Pasquier reçoit du roi Louis-Philippe le titre et les honneurs de chancelier de France le 27 mai 1837, en tant que président de la Chambre des pairs. Il est le dernier chancelier de France[50].

## Depuis 1848
Le titre de chancelier de France n'est plus attribué depuis 1848 mais ses fonctions sont désormais exercées par le ministre de la Justice d'où le cumul traditionnel de cette fonction avec celui de garde des Sceaux.